# 전화소
전화소는 1902년 3월 19일 서울과 인천 사이에 전화가 개통되었을 때 등장한 전화 교환시설을 갖춘 관소이다. 일반인이 전화를 사용할 수 있게 했다는 점에서는 한국 최초의 공중전화이기도 하다.

## 개요
1902년 3월 19일 서울과 인천 사이에 전화가 개통되었을 때 그 사이를 연결할 전화 교환시설을 갖춘 관소로서 생겨났다. 이때 일반인이 전화를 사용할 수 있게 했으며, 처음에는 서울 인천 간 시외 통화만 가능했고, 3개월 뒤에 서울 시내 통화도 가능하게 되었다. 1902년부터 2년 사이에 가설된 전화는 서울에서 불과 50여 대였는데, 이는 가설료가 비쌌기 때문이다. 가입자는 대부분은 기업이나 단체이거나 상회의 대표자였으며, 일반 개인은 극히 적었다. 그 대신에 전화소가 설치되고 공중전화 업무를 개시하자 이용자가 급증했다.
전화소는 서울에는 마포, 도동, 시흥, 경교, 이렇게 네 군데에 있었다. 전화소는 대한제국 통신원에서 관장하였으며, 통신원에서 파견한 관리, 곧 통신원 관리가 교환 업무를 보면서 통화 요금을 받았으며 통화 내용을 감시하기도 했다. 쓸데없는 농담이나 잡담을 하면 통신원 관리로부터 주의를 받았고, 음단패설이나 저속한 말을 하거나 언쟁을 벌이거나 불온한 말을 하여도 주의를 받았고, 때때로 통신원 관리가 통화를 중단시키기도 했다. 게다가 관공서에 나온 사람이 공무를 목적으로 통화를 요구하면 무조건 양보해야만 했다.
통화 가능 시간은 오전 7시부터 오후 10시까지였다. 통화 요금은 서울에서 인천까지 5분에 50전이었고, 호출을 할 경우 1리에 2전씩 더 내야 했다. 호출은, 전화가 매우 적은 시절이라서, 전화 받을 사람을 불러 달라거나 어떤 곳에 연결해 달라는 요구를 가리킨다. 더구나 기다리는 사람이 있으면 10분 이내라는 시간 제한이 있었고, 반대로 기다리는 사람이 없으면 돈을 더 내고 얼마든지 통화를 할 수 있었다. 그런데 전화 요금이 선불이었고, 통화 불량을 이유로 시비가 붙기도 했으나 요금은 돌려받을 수 없었다. 통신원령 제7조에서 그럴 경우에 전화소에서 책임지지 않는다고 정해져 있었기 때문이다.
이런저런 불편에도 전화소 개설 초기에는 인기가 좋았다고 한다. 1902년 인천까지 통화하여 수금한 수익금은 479원이었으며, 그 가운데 474원이 대중이 이용한 금액, 곧 공중전화로서 벌어들인 금액이었다.
이 무렵 통신원은 전신과 전화의 보급 및 확보를 위해 독자성을 가지려고 노력한 듯이 보인다. 전화소가 개설되고 있을 때 일본인이 불법으로 전신주를 가설하자 뽑아 버리거나, 미국 공사가 4년 전에 맺은 전기회사 경영 계약을 들고 나와서 항의하자 전기와 전화 개설은 서로 다르다고 묵살하기도 했다.